# Autour des sept collines
Autour des sept collines est un recueil d'essais et de notes de lecture de Julien Gracq, publié en 1988. Il s'agit de notes courtes tirées des « cahiers de l'auteur », et concernant la ville de Rome, où il dit notamment sa déception sur cette ville, visitée tardivement.